# جوش بويس
جوش بويس (بالإنجليزية: Josh Boyce)‏ هو لاعب كرة قدم أمريكية أمريكي، ولد في 22 يناير 1990 في كوبيراس كوف في الولايات المتحدة.

## وصلات خارجية
- جوش بويس على موقع مرجع كرة القدم المحترفة.كوم (الإنجليزية)